# Lathys maura
Lathys maura là một loài nhện trong họ Dictynidae.
Loài này thuộc chi Lathys. Lathys maura được Eugène Simon miêu tả năm 1910.